# Agassiz School
Pour les articles homonymes, voir Agassiz.
L'Agassiz School est une école américaine à Ottumwa, dans le comté de Wapello, dans l'Iowa. Construit en 1941, le bâtiment principal de cet établissement d'enseignement primaire dont le nom honore la mémoire de Louis Agassiz est inscrit au Registre national des lieux historiques depuis le 12 novembre 2020.